# Bandera de Turkmenistán
La bandera nacional de Turkmenistán (en ruso: Флаг Туркмении; en turcomano: Türkmenistanyň baýdagy) fue adoptada el 24 de enero de 2001. La bandera presenta un fondo verde con una franja roja en la que aparecen cinco motivos representando alfombras típicas del país y las ramas de olivo del emblema de la ONU. Además en el rectángulo verde se presenta un creciente con cinco estrellas de cinco puntas.
Los colores verde y rojo aparecen en la bandera, ya que han sido venerados históricamente por los turcomanos. La Luna de cuarto creciente (Vista desde el hemisferio norte), simboliza la esperanza del país de un futuro brillante y las estrellas representan las cinco provincias (welayatlar) de Turkmenistán: Balkan, Ahal, Daşoguz, Lebap y Mary.
Los cinco diseños de alfombras tradicionales a lo largo del polipasto representan las cinco tribus principales o casas, y forman los motivos en el emblema del estado del país y la bandera. Estas tribus turcomanas en orden tradicional (así como de arriba abajo) son los Teke (Tekke), Yomut (Yomud), Saryk (Saryq), Chowdur (Choudur) y Arsary (Ersari). El diseño del medio también puede representar a los Salyr (Salor), una tribu que disminuyó como resultado de la derrota militar antes del período moderno.

Teke
Yomut
Saryk
Chowdur
Ersary

## Simbolismo
El verde simboliza el islam, principal religión del país, el creciente lunar simboliza la fe y la esperanza de un futuro brillante, las 5 estrellas representan las cinco provincias que integran Turkmenistán, la alfombra tradicional con 5 diseños representan cinco tribus principales del país, y por último el laurel dorado simboliza la paz y amistad internacional.

## Banderas históricas

La bandera del Imperio ruso fue la bandera oficial de Turkmenistán hasta la Revolución rusa de 1917.
Bandera de la República Socialista Soviética de Turkmenistán (1937)
Bandera de la República Socialista Soviética de Turkmenistán (1940)
La bandera de la RSS de Turkmenistán fue usada desde la independencia en 1991 hasta que la nueva bandera fue adoptada en 1992.
Reverso de la bandera de la República Socialista Soviética de Turkmenistán
Bandera usada desde 1992 hasta 1997
Bandera usada desde 1997 hasta 2001

## Banderas militares

Bandera de las Fuerzas Terrestres de Turkmenistán
Bandera de las Fuerzas Aéreas de Turkmenistán
Bandera de las Fuerzas Navales de Turkmenistán

- Datos: Q41327
- Multimedia: National flag of Turkmenistan / Q41327